# Joukje Akveld
Joukje Akveld (Leiden, 12 november 1974) is een Nederlands schrijfster en journalist.

## Biografie
Akveld werd geboren in Leiden en groeide op in Koudekerk aan den Rijn en Berkel en Rodenrijs. In 1992 verhuisde ze naar Utrecht om daar Nederlands te studeren. Tevens werkte ze in een kinderboekenwinkel. Ze studeerde af met een scriptie over jeugdliteratuur. Hierna verhuisde ze naar Amsterdam, waar ze werkte voor diverse uitgeverijen. Na bij enkele uitgeverijen als vertaler gewerkt te hebben, maakte Akveld de overstap naar de journalistiek en ging werken bij de jongerenkrant Kidsweek. Hierna ging zij ook stukken en recensies over jeugdliteratuur en theater schrijven voor onder andere Het Parool, Vrij Nederland en Trouw.
In 2010 debuteerde Akveld als zelfstandig schrijver met Tekenaars; kinderboekenillustratoren geportretteerd. In dit boek portretteerde Akveld bekende Nederlandse kinderboekenillustratoren, zoals Mance Post, Charlotte Dematons, Annemarie van Haeringen, Sieb Posthuma, Thé Tjong-Khing, Daan Remmerts de Vries, Marit Törnqvist, Joke van Leeuwen, Dick Bruna, Wim Hofman, Ingrid Schubert, Dieter Schubert, Sylvia Weve, Jan Jutte, Philip Hopman, Noëlle Smit en Harrie Geelen. Het boek werd positief ontvangen en kreeg een tweede druk. In 2011 verscheen het boek Thé Tjong-Khing, van strip tot sprookje, een biografie over striptekenaar en illustrator Thé Tjong-Khing, die ze samen schreef met Annemarie Terhell.
In 2012 verscheen Akvelds eerste prentenboek, Olle wist zeker dat hij geen bril nodig had, met tekeningen van Sieb Posthuma. Een jaar daarop verscheen de biografie ABC Dragt – de werelden van Tonke Dragt over schrijfster Tonke Dragt, die onder andere bekend werd met De brief voor de koning en De Zevensprong. De biografie, geschreven naar kinderen, werd in 2014 door de Girffeljury bekroond met een Vlag & Wimpel. In 2013 schreef Akveld tevens de biografie Sieb Posthuma: van toen, tot hier, en nu verder over Sieb Posthuma, die goede recensies kreeg.
 In 2014 maakte ze het prentenboek Ga toch fietsen! met Philip Hopman. Hierna startte ze een reeks voor peuterboekjes, waarbij ze voor ieder deel zou gaan samenwerken met een andere illustrator. In ieder boekje wordt de vraag gesteld bij wie een bepaald voorwerp hoort. Het eerste deel Van wie is die hoed? maakte ze met Thé Tjong-Khing en verscheen in 2015. Later verschenen Van wie is dat huis? met Annemarie van Haeringen (maart 2016), Van wie is die auto? met Philip Hopman (maart 2017) en Van wie is die staart? met Martijn van de Linden (mei 2017). Een vijfde deel, Van wie is die sok? met Charlotte Dematons, wordt in maart 2018 verwacht.
In mei 2015 verscheen, 75 jaar na het bombardement op Rotterdam, het boek Een aap op de wc – een dierentuin in oorlogstijd, dat ging over de Rotterdamse Diergaarde Blijdorp kort voor, tijdens en na de Tweede Wereldoorlog. Het boek behandelt onder andere de bombardementen op de dierentuin, de gehaaste verhuizing van de Kruiskade in het centrum van de stad naar de nieuwe Blijdorpse polder en de bombardementen waar de dierentuin na de verhuizing mee te maken kreeg. In het boek wisselt Akvelt historische stukken af met korte anekdotes over de toenmalige bewoners van de dierentuin. Het boek werd geïllustreerd door Martijn van der Linden en uitgegeven door Hoogland & Van Klaveren. Eind 2015 kreeg het boek van de website Hebban de prijs voor het beste Nederlandstalige jeugdboek. In 2016 werd het boek genomineerd voor de Woutertje Pieterse Prijs, de prijs ging echter naar het boek Stem op de okapi! dat Edward van de Vendel maakte met illustrator Van der Linden. Het boek werd in juni 2016 onderscheiden met een Zilveren Griffel. In oktober 2016 kreeg het boek een White Raven aanbevelingsprijs van de Internationale Jugendbibliothek in München. In 2017 werd het boek genomineerd door de Vlaamse Kinder- en Jeugdjury.
Voor het non-fictieboek Wij waren hier eerst, dat in juli 2017 verscheen, reisde Akveld drie maanden door Zuid-Afrika. In het boek beschrijft zij de relatie tussen mensen en wilde dieren in Afrika en hoe de belangen van beide steeds vaker met elkaar botsen. Het boek volgt de reis van Akveld, afgewisseld met dierenportretten. Het boek werd geïllustreerd met zelfgemaakte foto's van de reis en tekeningen van de Zuid-Afrikaanse illustrator Piet Grobler. In november 2017 verscheen Meneer Hummeling zoekt een vrouw, een prentenboek dat Akveld maakte met Noëlle Smit.

### Biografieën
- Tekenaars; kinderboekenillustratoren geportretteerd over diverse Nederlandse illustratoren (2010; Hoogland & Van Klaveren)
- Thé Tjong-Khing, van strip tot sprookje over Thé Tjong-Khing met Annemarie Terhell (2011; Gottmer)
- ABC Dragt – de werelden van Tonke Dragt over Tonke Dragt met Annemarie Terhell (2013; Leopold)
- Sieb Posthuma: van toen, tot hier, en nu verder over Sieb Posthuma (2013; Hoogland & Van Klaveren)

### Non-fictie jeugdromans
- Een aap op de wc – een dierentuin in oorlogstijd met illustraties van Martijn van de Linden (2015; Hoogland & Van Klaveren)
- Wij waren hier eerst met illustraties van Piet Grobler (2017; Hoogland & Van Klaveren)

### Prentenboeken
- Olle wist zeker dat hij geen bril nodig had met Sieb Posthuma (2012; Querido)
- Ga toch fietsen! met Philip Hopman (2014; Querido)
- Van wie is die hoed? met Thé Tjong-Khing (februari 2015; Gottmer)
- Van wie is dat huis? met Annemarie van Haeringen (maart 2016; Gottmer)
- Van wie is die auto? met Philip Hopman (maart 2017; Gottmer)
- Van wie is die staart? met Martijn van de Linden (mei 2017; Gottmer)
- Meneer Hummeling zoekt een vrouw met Noëlle Smit (november 2017; Hoogland & Van Klaveren)
- Van wie is die sok? met Charlotte Dematons (maart 2018; Gottmer)
- Maximiliaan Modderman geeft een feestje met Jan Jutte (maart (2021); Lannoo)
- Een kleine geschiedenis van de mens door dierenogen | Over heilige koeien, ruimteapen en de roep van de kakapo met Djenné Fila. Bekroond met de Gouden Penseel 2023.

### Vertalingen uit het Duits
- Hermann Moers & Gusti, Met Daan de Zwaan naar Afrika (1997; De Vier Windstreken) vertaald met Hanneke Barth
- Franz Hübner & Kirsten Höckner, De allerbeste oma van de wereld (1997; De Vier Windstreken) met Hanneke Barth
- Bernadette, De stadsmuis en de veldmuis (1998; De Vier Windstreken) vertaald met Hanneke Barth
- Nina Schindler & Angela Kehlenbeck, Heksendroom (1998; De Vier Windstreken) vertaald met Hanneke Barth
- Antonie Schneider & Christina Kadmon, Pim de leeuwentemmer (1998; De Vier Windstreken) vertaald met Hanneke Barth
- Kveta Pacovska, Er was eens een bloem (1998; De Vier Windstreken) vertaald met Hanneke Barth
- Maura Fazzi & Peter Kühner, Casper de clown (1999; De Vier Windstreken)
- Dominique Falda, Eekhoorn vindt een schat (1999; De Vier Windstreken) vertaald met Hanneke Barth
- Wolfram Hänel & Ulrike Heyne, Een stormachtig avontuur (1999; De Vier Windstreken)
- Sabine Jörg & Alexander Reichstein, Sandra en de berenfamilie (1999; De Vier Windstreken)
- Rolf Siegenthaler, Wees maar niet bang, lieve slang (1999; De Vier Windstreken)
- Pirkko Vainio, Het slimme paaseierenplan (2010; De Vier Windstreken)
- Kate Westerlund & Eve Tharlet, Meneer Sneeuwpop (2010; De Vier Windstreken)
- Eve Tharlet & Kate Westerlund, De grote schaatswedstrijd (2011; De Vier Windstreken)
- Giuliano Ferri & Sueli Menezes, Nino, het kleine vuurvliegje (2011; De Vier Windstreken)
- Jill Latter & Frances Hope, Guus de gans vindt het geluk (2011; De Vier Windstreken)
- Géraldine Elschner & Eve Tharlet, Mijn kuiken (2011; De Vier Windstreken)
- Pirkko Vainio, Finns wonderbaarlijke kerstreis (2012; De Vier Windstreken)
- Helga Bansch, Amelie en de Vis (2013; De Vier Windstreken)
- Torben Kuhlmann, Lindbergh (2014; De Vier Windstreken)
- Géraldine Elschner & Fabien Doulut, Een voetbal voor vrede (2015; De Vier Windstreken)
- Torben Kuhlmann, Armstrong (2016; De Vier Windstreken)
- Helga Bansch, Rosa van de raven (2016; De Vier Windstreken)
- Jan von Holleben, Jane Baer-Krause & Kristine Kretschmer, WWWat – alles wat je altijd al wilde weten over internet (2017; De Vier Windstreken)

### Vertalingen uit het Engels
- Christina Butler & Frank Endersby, Benjamin is boos (2010; De Fontein)
- Kate Lum & Sue Hellard, Prinsessen zijn niet perfect (2010; De Vier Windstreken)
- Cat Weatherill & Alison Edgson, Een lichtje in de nacht (2011; De Fontein)
- Antony Penrose, De jongen die Picasso beet (2012; De Vier Windstreken)
- Ayano Imai, De wonderlijke hoed van meneer Beer (2014; De Vier Windstreken)
- David Litchfield, De beer en de piano (2015; De Vier Windstreken)
- Ross Montgomery & David Litchfield, Het huis van oma (2016; De Vier Windstreken)
- Beatrix Potter & Quentin Blake, De gelaarsde poes (2016; De Vier Windstreken)

## Bestseller 60
| Boeken met noteringen in de Nederlandse Bestseller 60 | Jaar van verschijnen | Datum van binnenkomst | Hoogste positie | Aantal weken | Opmerkingen                                                   |
| ----------------------------------------------------- | -------------------- | --------------------- | --------------- | ------------ | ------------------------------------------------------------- |
| Maximiliaan Modderman geeft een feestje (met knuffel) | 2022                 | 11-01-2023            | 9               | 5            | in samenwerking met Jan Jutte / Prentenboek van het jaar 2023 |
| Maximiliaan Modderman geeft een feestje               | 2021                 | 18-01-2023            | 10              | 4            | in samenwerking met Jan Jutte / Prentenboek van het jaar 2023 |
| Maximiliaan Modderman geeft een feestje (mini)        | 2023                 | 01-02-2023            | 1(1wk)          | 5            | in samenwerking met Jan Jutte / Prentenboek van het jaar 2023 |

## Onderscheidingen
- Vlag en Wimpel van de Girffeljury voor ABC Dragt – de werelden van Tonke Dragt (2015)
- Zilveren Griffel voor Een aap op de WC (2016)
- Zilveren Griffel voor Wij waren hier eerst (2018)

- Bibliothèque nationale de France: cb165657487 (data)
- Digitale Bibliotheek voor de Nederlandse Letteren: akve002
- Gemeinsame Normdatei: 1057035335
- International Standard Name Identifier: 0000 0003 6102 7779
- Library of Congress Control Number: n2014000602
- Nederlandse Thesaurus van Auteursnamen: 160548934
- Virtual International Authority File: 222133507
- WorldCat: E39PBJvMxWXKkJY9cPbffgt3Qq